# Episodi di Monarca (prima stagione)
La prima stagione della serie televisiva Monarca, composta da 10 episodi, è stata interamente pubblicata su Netflix il 13 settembre 2019.
| n° | Titolo originale           | Titolo in italiano        | Pubblicazione Messico | Pubblicazione Italia |
| -- | -------------------------- | ------------------------- | --------------------- | -------------------- |
| 1  | El tostoneo                | La potatura               | 13 settembre 2019     | 13 settembre 2019    |
| 2  | El velorio                 | La veglia                 | 13 settembre 2019     | 13 settembre 2019    |
| 3  | La coronación              | L'incoronazione           | 13 settembre 2019     | 13 settembre 2019    |
| 4  | Asquerosamente millonarios | Ricchi sfondati           | 13 settembre 2019     | 13 settembre 2019    |
| 5  | Centenario                 | Il centenario             | 13 settembre 2019     | 13 settembre 2019    |
| 6  | La otra realidad           | L'altra realtà            | 13 settembre 2019     | 13 settembre 2019    |
| 7  | Fondo                      | Toccare il fondo          | 13 settembre 2019     | 13 settembre 2019    |
| 8  | La venganza de Tzitzimitl  | La vendetta di Tzitzimitl | 13 settembre 2019     | 13 settembre 2019    |
| 9  | El Judas de Borges         | Il Giuda di Borges        | 13 settembre 2019     | 13 settembre 2019    |
| 10 | La jima                    | Il raccolto               | 13 settembre 2019     | 13 settembre 2019    |